# Pamidovo, Pazardjik
Pamidovo (în bulgară Памидово) este un sat în comuna Lesiciovo, regiunea Pazardjik,  Bulgaria. 

## Demografie
Componența etnică a satului Pamidovo
     Romi (17,72%)
     Bulgari (80,15%)
     Nicio identificare (1,32%)
     Altele (0,79%)
La recensământul din 2011, populația satului Pamidovo era de 378 locuitori. Din punct de vedere etnic, majoritatea locuitorilor (80,15%) erau bulgari, cu o minoritate de romi (17,72%). Pentru 1,32% din locuitori nu este cunoscută apartenența etnică.